# Мохамед Зауї
Мохамед Зауї (араб. محمد زاوي; 14 травня 1960, Тлемсен) — алжирський професійний боксер, призер Олімпійських ігор.

## Аматорська кар'єра
На Олімпійських іграх 1984 за відсутності на Олімпіаді через бойкот представників цієї дисципліни з соціалістичних країн завоював бронзову медаль, ставши разом з іншим боксером, товаришем по команді, Мустафою Мусса першим алжирцем, який завоював олімпійську медаль.
- В 1/8 фіналу переміг Цзю Монне (Лесото) — RSC-2
- У чвертьфіналі переміг Мосеса Мваба (Замбія) — 4-1
- У півфіналі програв Вірджілу Гілл (США) — 0-5

На Кубку світу 1985 програв у першому бою.

## Професіональна кар'єра
Впродовж 1988—1990 років провів на професійному рингу вісім боїв без особливого успіху.